# Second Helping
Second Helping je drugi album sastava Lynyrd Skynyrd.
Veliki hit albuma je pjesma Sweet Home Alabama.

## Popis pjesama

### Prva strana
1. "Sweet Home Alabama" – 4:43
2. "I Need You" – 6:55
3. "Don't Ask Me No Questions" – 3:26
4. "Workin' For MCA" – 4:49

### Druga strana
1. "The Ballad of Curtis Loew" – 4:51
2. "Swamp Music" – 3:31
3. "The Needle and the Spoon" – 3:53
4. "Call Me the Breeze" – 5:09

### Dodatne pjesme na izdanju iz 1997.
1. "Don't Ask Me No Questions (Single Version)" – 3:31
2. "Was I Right Or Wrong (Demo)" – 5:33
3. "Take Your Time (Demo)") – 7:29

## Osoblje
Lynyrd Skynyrd
- Ronnie Van Zant - vokali
- Gary Rossington - solo, ritam i akustična gitara
- Allen Collins - gitara
- Ed King - bas, ritam i slide gitara
- Billy Powell - klavijature, glasovir
- Leon Wilkeson - bas-gitara
- Bob Burns - bubnjevi